# Ethel Caterham
Ethel May Caterham, nata Collins (Shipton Bellinger, 21 agosto 1909), è una supercentenaria britannica di 115 anni e 345 giorni. È la persona vivente più longeva del mondo dal 30 aprile 2025, con la morte di Inah Canabarro Lucas.
Dal 22 gennaio 2022 è inoltre Decana del Regno Unito e dal 19 agosto 2024 detiene il titolo di Decana d'Europa, a seguito della morte della spagnola Maria Branyas. Dal 7 aprile 2025 detiene il record di persona britannica più longeva di sempre.
La donna occupa la trentacinquesima posizione nella classifica delle persone più longeve di sempre la cui età sia stata accertata.

## Biografia
Nata il 21 agosto 1909 a Shipton Bellinger, nella contea dell'Hampshire, Ethel Caterham era la penultima di otto figli; crebbe a Tidworth. Una sua sorella, Gladys Babilas, ha vissuto fino a 104 anni. Nel 1927, a diciotto anni, si recò nell'impero anglo-indiano e lì lavorò per tre anni come ragazza alla pari presso una famiglia di militari. Nel 1931, ritornata in Inghilterra, conobbe a una cena il suo futuro marito, Norman Caterham. I due successivamente si sposarono nella cattedrale di Salisbury, nel cui coro Norman aveva cantato anni prima. Poiché Norman divenne poi luogotenente del Royal Army Pay Corps, la coppia, dopo aver vissuto a Salisbury per un periodo, fu costretta a trasferirsi prima a Hong Kong, poi a Gibilterra. Durante la propria permanenza a Hong Kong, Ethel Caterham insegnò la lingua inglese, semplici attività di artigianato e alcuni giochi in una struttura dedicata ai bambini. In quel periodo, la coppia ebbe due figlie, cresciute poi in Inghilterra. Norman morì nel 1976.
Ethel Caterham si è mantenuta molto attiva durante la vecchiaia: ha guidato fino a 97 anni e ha continuato a giocare a bridge anche oltre i 100 anni di età. Entrambe le figlie della donna sono decedute; Ethel ha vissuto nella casa della sua figlia minore, Anne, fino alla morte di quest'ultima, avvenuta nel febbraio 2020 a 82 anni per un cancro. A seguito di ciò, ormai diventata supercentenaria, Ethel Caterham si è trasferita in una casa di riposo nel borough di Guildford, dove risiede tuttora.

## Longevità
Ethel Caterham è sopravvissuta al COVID-19 nel 2020, all'età di 110 anni. Nel suo centoundicesimo compleanno, nell'agosto 2020, si è recato a farle visita il sindaco di Surrey Heath (Dan Adams), avendo saputo che la donna era la residente del Surrey più longeva vivente dal gennaio 2019. Pochi giorni prima, la supercentenaria e una sua nipote erano state visitate dalla BBC Local Radio di Surrey, occasione in cui l'anziana aveva dichiarato che il segreto per la longevità fosse accettare qualsiasi cosa la vita le riservasse, sia le cose positive che quelle negative.
Il 22 gennaio 2022, con la morte della 112enne Mary "Mollie" Walker, Ethel Caterham è diventata la persona vivente più longeva del Regno Unito. Il 7 ottobre dello stesso anno, con la morte di Rose Eaton, la donna è diventata l'ultima persona britannica nata prima del 1910 e l'ultima superstite del regno di Edoardo VII, anche considerando i residenti nelle allora colonie britanniche. Il 21 agosto 2023 ha compiuto 114 anni; era dal 2014, con Ethel Lang, che nel Regno Unito nessuno raggiungeva questa età.
Il 7 aprile 2025, superando il primato di Charlotte Hughes di 115 anni e 228 giorni, diviene la persona più longeva di sempre del Regno Unito.
È divenuta la persona più longeva del mondo il 30 aprile 2025, dopo il decesso di Inah Canabarro Lucas ed è l'ultima persona rimasta in vita tra i nati negli anni 1900.